# Eritrea (Provinz)

Flagge der Provinz Eritrea

Die Provinz Eritrea (ኤርትራ) war nach der italienischen Kolonialherrschaft (als Kolonie Eritrea) ein autonomer Teilstaat im Kaiserreich Abessinien und in der späteren Demokratischen Volksrepublik Äthiopien. Die Autonomie war jedoch zwischen 1962 und während der Herrschaft des Derg bis 1987 aufgehoben.
Eritrea besaß als halb unabhängige Provinz innerhalb von Äthiopien ein eigenes demokratisch gewähltes Regionalparlament, eine eigene Verfassung, stellte eine eigene Regionalregierung und hatte Tigrinya als Amtssprache – im Gegensatz zum Amharischen im restlichen Äthiopien. Die Hauptstadt der Provinz war Asmara.
Die außenpolitisch einflussreichsten politischen Parteien in der regionalen eritreischen Nationalversammlung waren die pro-italienische Neue Eritrea-Partei, die nationalistische Unabhängige Moslemliga und die Moslemliga der Westprovinz.

## Geschichte

Karte der Provinzen Äthiopiens: Im Norden befand sich die Provinz Eritrea

Italien erkannte 1947 an, dass sich Eritrea nicht mehr unter seiner kolonialen Herrschaft befinde. Nach dem Zweiten Weltkrieg entschieden sich die Vereinten Nationen für eine Föderation Eritreas mit dem Kaiserreich Äthiopien. Eritrea wurde noch am 15. September 1952 in die Obhut der Vereinten Nationen übergeben und im gleichen Jahr mit Äthiopien als autonome Provinz Eritrea föderiert.

### Föderation
Die kaiserliche Zentralregierung Äthiopiens band Eritrea jedoch immer stärker an sich, indem sie das ganze Land weiter zentralisierte: Die amharische Sprache wurde zur Amtssprache erhoben, die Regionalregierung 1960 zu einer Verwaltungsbehörde herabgestuft und das Parlament 1961 zur Auflösung gezwungen.
Vor der Annexion Eritreas wurde der Chefrichter Eritreas abgesetzt. Der offizielle Status der eritreischen Sprachen wurden zugunsten der nationalen Amtssprache Äthiopiens – Amharisch – eliminiert. Zu Zeiten des Bundes wurden die Eingriffsrechte der äthiopischen Krone nicht auf den Chefrichter von Eritrea übertragen. Dies war in direktem Widerspruch zu den UN-Resolution 390 A (V), die die Föderation vorgeschrieben hat.
Die föderale Struktur, oder zumindest noch ein Anschein davon, bestand zwischen dem 15. September 1952 und dem 14. November 1962. Am 14. November 1962 wurde die Föderation offiziell aufgelöst und Eritrea wurde von Äthiopien annektiert. Dies wurde erreicht durch Haile Selassies Druck auf die eritreische Nationalversammlung zur Abschaffung der Föderation.

### Zentralisierung
Es kam zur Formierung von Widerstandsgruppen und Befreiungsbewegungen gegen die äthiopische Regierung. Zunächst trat die Eritreische Befreiungsfront als Akteur hervor, von ihr spaltete sich 1970 die Eritreische Volksbefreiungsfront ab. Letztere konnte sich nach mehreren Bürgerkriegen als einzige politische Kraft in der Provinz durchsetzen und vertrieb die Eritreische Befreiungsfront aus der Provinz Eritrea in den Sudan. Die eritreischen Freischärler verbündeten sich mit den äthiopischen Widerstandsbewegungen, welche die äthiopische Regierung stürzen wollten und führten einen nationalen Bürgerkrieg.
Als die Derg-Herrschaft 1987 offiziell abgeschafft wurde und die Demokratische Volksrepublik Äthiopien errichtet wurde, wurde auch das Verwaltungssystem neu formiert. Eritrea erhielt seine Autonomie zurück, um den politischen Konflikt mit den Freischärlern zu entschärfen. Allerdings wurde auch in der Region um die vorher eritreische Stadt Assab die autonome Region Assab als Autonomiegebiet für das Volk der Afar errichtet. Die autonome Region Assab umfasste auch die anderen äthiopischen Gebiete, in denen Afar lebten.
Doch die Eritreische Volksbefreiungsfront führte den Kampf auch in der autonomen Region Assab weiter und eroberte die Stadt Assab 1991. Am 24. Mai 1991 nahm die Eritreische Volksbefreiungsfront schließlich die Provinzhauptstadt Asmara ein und beendete somit den Unabhängigkeitskrieg. Nachdem der Krieg beendet und die Übergangsregierung Äthiopiens mit der Volksbefreiungsfront von Tigray gebildet wurde, blieb Eritrea noch zwei Jahre eine Provinz Äthiopiens, bis es schließlich 1993 friedlich austrat, eine eigene Übergangsregierung bildete und somit die staatliche Unabhängigkeit erreichte.